# Ticks and Tick-borne Diseases
Ticks and Tick-borne Diseases — міжнародний науковий журнал, спеціалізований на статтях, присвячених вивченню кліщів, переважно переносників хвороб людини і тварин, та власне цих хвороб.